# Magma (algebra)
Magma ili binarna algebarska struktura je neprazan skup M s jednom binarnom svuda definiranom algebarskom operacijom {\displaystyle \cdot :M\times M\to M}. (Svuda u smislu da je domena binarbe operacije jednaka kartezijevom produktu čitavog skupa.) Ponekad, uglavnom u starijoj literaturi i nekim školama apstraktne algebre, koristi se i termin grupoid. U modernoj matematici, grupoid označava malu kategoriju u kojoj su svi morfizmi izomorfizmi. Taj kategorijski pojam grupoida novija je formalizacija jedne parcijalne algebarske strukture, tzv. Brandtovog grupoida, dakle oba naziva su povijesno povezana. Naziv magma uveo je Nicolas Bourbaki. 
Neka je {\displaystyle G} neprazan skup i {\displaystyle \cdot } binarna operacija definirana na tom skupu. Grupoid je uređen par {\displaystyle (G,\cdot )} za koji vrijedi aksiom zatvorenosti, odnosno za svaka dva elementa {\displaystyle a} i {\displaystyle b} skupa {\displaystyle G} vrijedi da je {\displaystyle a\cdot b} element skupa {\displaystyle G}.
Za magmu {\displaystyle (M,\cdot )} kažemo da je komutativan, odnosno da je operacija {\displaystyle \cdot } komutativna, ako vrijedi {\displaystyle m\cdot n=n\cdot m} za sve {\displaystyle m,n\in M}.
Za magmu {\displaystyle (M,\cdot )} kažemo da je polugrupa ako je operacija {\displaystyle \cdot } asocijativna.
Za polugrupu {\displaystyle (M,\cdot )} kažemo da je monoid ako postoji neutralni element za operaciju {\displaystyle \cdot }.

## Vanjske poveznice
- Algebarske strukture  Arhivirana inačica izvorne stranice od 7. ožujka 2016. (Wayback Machine)